# Macedonia del Norte en los Juegos Paralímpicos de Tokio 2020
Macedonia del Norte estuvo representada en los Juegos Paralímpicos de Tokio 2020 por una deportista femenina. El equipo paralímpico macedonio no obtuvo ninguna medalla en estos Juegos.